# David Aldous
David John Aldous, né le 13 juillet 1952, est un probabiliste britannique.

## Biographie
Aldous est connu pour ses travaux sur la convergence faible des mesures, sur le temps de mélange des chaînes de Markov et la limite continue des arbres aléatoires. Il applique les outils probabilistes sur des objets combinatoires discrets.
David Aldous soutient son doctorat intitulé Two Topics in Probability Theory en 1977 à l'université de Cambridge. Il réalise son doctorat sous la direction de David Garling. Aldous passe deux années au St John's College puis en 1979, il intègre le département de statistique de l'université de Californie à Berkeley.

## Prix et distinctions
En 1980, il est lauréat du prix Rollo-Davidson.
En 1993, il obtient le prix Loève et est élu membre de la Royal Society en mars 1994.
En 2020 il est lauréat de la médaille Brouwer.

## Publication
- Probability Approximations via the Poisson Clumping Heuristic, Springer-Verlag, New York, 1989, 269 pp.  (ISBN 0-387-96899-7)